# Titus Flavius Postuminus
Titus Flavius Postuminus est l’une des plus anciennes personnalités connues de la civitas Riedonum (région de Rennes à l’époque romaine) et un notable de cette civitas à son époque.
Une stèle datée de 135 cite la liste de ses fonctions administratives et religieuses : prêtre de Rome et d'Auguste, premier flamine perpétuel de Mars Mullo, il a également « exercé toutes les charges officielles dans sa patrie » (la civitas Riedonum, région autour de Condate Riedonum) avant d'être nommé deux fois duumvir (magistrat municipal), gravissant ainsi toutes les étapes du cursus honorum.
Son nomen « Flavius » suggère que lui ou plus surement un ancêtre a accédé à la citoyenneté romaine sous les Flaviens.
Il existe une rue Postuminus en son honneur à Rennes.

## Épigraphie
Titus Flavius Postuminus n’est connu qu’à travers un petit nombre d’inscriptions.
Chronologiquement, la première inscription fut découverte fin 1868 à l’emplacement de la porte Saint-Michel. Ce fragment étant très court, la signification est restée incertaine jusqu’à la découverte des stèles en 1968.
Les deux stèles mentionnant en détail Titus Flavius Postuminus ont été découvertes quai Duguay-Trouin le 26 juin 1968. Elles font partie d'une série de blocs de granit réemployés au IIIe siècle dans la construction du rempart de la ville. À l'origine, elles étaient sans doute les socles de statues placées dans la basilique du temple de Mars Mullo, qui est à l'époque le principal dieu de la cité.
| Inscription, | Stèle 1 (0,91 × 0,74 × 0,74 m), | Stèle 2 (0,91 × 0,67 × 0,685), |
| --- | --- | --- |
| | | |
| [In] honor[em domus] [di]vinae et [pagi 3] [3]ini Mar[ti Mulloni] [T(itus) Fl(avius) P]ostumi[nus sacerd(os) Ro] [ma]e et Aug(ustorum) q[uem primum] [civ]itas Ried[onum | T(ito) Fl(avio) Postumino sac(er-) doti rom(ae) et aug(usti) quem pri- mim civitas Riedonum pe(r-) petuo flamonio Marti Mu- lonis honoravit bis duoviro om- nibus officis apud suod functo civi- tas Riedonum publice statuas cum suis ornamentis possuit decreto in- fra scribto L(ucio) Tutilio Luperco Pontiano C(aio) calpur nio Atiliano co(n)s(ulibus) decreverunt pari et summo consensu Fl(avio) Postumino honestissimo civi ob eiius erga rem publicam et in singulo merita et liberalitatem et mores emendatis- simos ob quos ei subinde gratia ege- rant statuas quae in basilica templi Martis Mulonis hac inscribtione po- nerentur et in eadem basilica loca sta(t-) uarum quas positrum se numinibus (pa)gorum edixerat | In honorem domus divinae et pagi Ma- tantis Deo Mercurio Atepomaro T. Fl. Postuminus sacerd(os) Ro- mae et Aug(usti), quem primum civitas Riedonum perpe- tuo flamonio Martis Mul- lonis honoravit, bis duovirum, omnibus officis apud suos functus, statuam cum suis ornamentis de suo posui(t) (Loco) d(ato) ex (decurionum sententia)                                                                         |
| | A Titus Flavius Postuminus, prêtre de Rome et d'Auguste à qui la cité des Riedones décerne pour la première fois le titre de Flamine perpétuel de mars Mullo, deux fois duumvir, ayant rempli chez ses concitoyens la totalité des charges, la cité des Riedones a élevé officiellement des statues avec leurs ornements par le décret ci-dessous : L. Tutilius Lupercus Pontanius et C. Calpurnius Attilianus étant consuls, ils ont voté d'un consentement unanime et total à Flavius Postuminus, très honorable citoyen, en reconnaissance de ses mérites à l'égard des intérêts publics et des individus, de sa générosité et de ses mœurs irréprochables, qualités pour lesquelles ils avaient souvent eu l'occasion de lui adresser des remerciements, des statues destinées à être élevées dans la basilique du temple de Mars Mullo avec ce texte inscrit | En l'honneur de la maison divine et au dieu Mercure Atepomarus du pagus Matans, Titus Flavius Postuminus, prêtre de Rome et d'Auguste que la cité des Riedones honora le premier de tous du titre de Flamine perpétuel de Mars Mullo, deux fois duumvir, ayant rempli chez ses concitoyens la totalité des charges, a élevé à ses frais une statue avec ses ornements. Emplacement attribué par décret du Sénat. |